# Seiwerath
Seiwerath ist eine Ortsgemeinde im Eifelkreis Bitburg-Prüm in Rheinland-Pfalz. Sie gehört der Verbandsgemeinde Prüm an und liegt im Zentrum eines Dreiecks von Prüm, Gerolstein und Bitburg.

## Geographie
Der Ort Seiwerath liegt im Landschaftsraum Prümer Kalkmulde der noch zur Osteifel gehört, das südliche Gemeindegebiet liegt bereits auf der „Lascheider Hochfläche“ in der Westeifel. Zur Gemeinde gehören auch die Weiler Dürrbach, Herchenberg und Schartzberg sowie der Wohnplatz Gerstenbergerhof. Schartzberg liegt teilweise auf der Gemarkung von Wawern.

## Geschichte

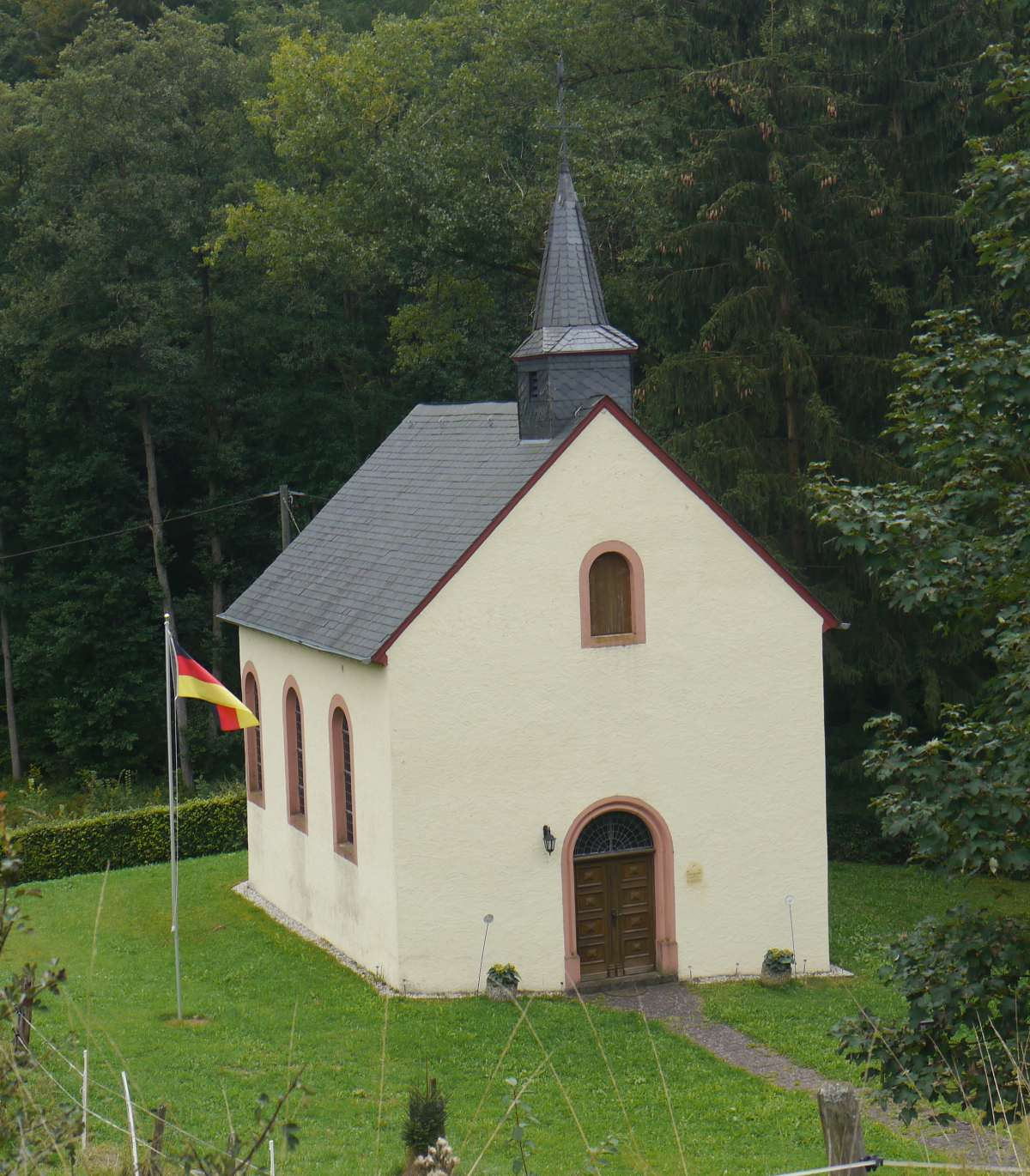
Walleschkapelle

Der Ort liegt an der ehemaligen Heerstraße der Römer Trier–Köln und war bereits zu römischer Zeit besiedelt. Belegt werden konnte dies durch den Fund von römischen Brandgräbern, die 1925 entdeckt wurden. Die Gründung der heutigen Ortschaft deutet ausweislich der Ortsnamensendung auf eine Rodungssiedlung aus der Zeit um das Jahr 1000. Urkundlich erwähnt wird der Ort erstmals 1570 als Syvert. Er gehört bis zum Ende des 18. Jahrhunderts zur Schultheißerei Wetteldorf im kurtrierischen Amt Prüm. Unter französischer Verwaltung im frühen 19. Jahrhundert war Seiwerath Teil des Kantons Prüm im Saardepartement und unter Preußen gehörte es zur Bürgermeisterei Schönecken.
Statistik zur Einwohnerentwicklung
Die Entwicklung der Einwohnerzahl von Seiwerath, die Werte von 1871 bis 1987 beruhen auf Volkszählungen:
| Jahr | Einwohner |
| 1815 | 67        |
| 1835 | 129       |
| 1871 | 161       |
| 1905 | 159       |
| 1939 | 181       |

| Jahr | Einwohner |
| 1950 | 198       |
| 1961 | 166       |
| 1970 | 164       |
| 1987 | 154       |
| 2005 | 157       |

## Politik

### Bürgermeister
Herbert Alff wurde am 9. Juni 2024 zum Ortsbürgermeister von Seiwerath gewählt.
Alffs Vorgänger als Ortsbürgermeister war Michael Schweisthal, der das Amt von 2014 bis 2024 ausübte.

## Brauchtum
Seiwerath ist am Ostermontag Zielort der Schönecker Eierlage, eines seit 1764 beurkundeten, aber vermutlich erheblich älteren Osterbrauchtums. Hierbei muss Läufer von Schönecken ausgehend insgesamt 7,2 km zurücklegen, um in Seiwerath eine Bestätigung des Barriere-Empfängers zu erhalten. Er steht im Wettbewerb mit dem Raffer, der zeitgleich in Schönecken eine festgelegte Anzahl Eier einsammeln muss.
Außerdem gehen die Kinder in der Karwoche, ab Gründonnerstag, „Klappern“ und ersetzen das Kirchengeläut vor dem Osterfest.
Wichtig ist auch der Sonntag nach Karneval, an dem der Winter symbolisch verbrannt wird (Strohmann). Neben dem St. Martinszug wird auch jährlich der Maibaum in der Nacht zum 1. Mai aufgestellt.

## Kultur und Sehenswürdigkeiten

### Bauwerke
- St.-Lambertus-Kapelle (Seiwerath), NordostseiteSt.-Lambertus-Kapelle von 1570.

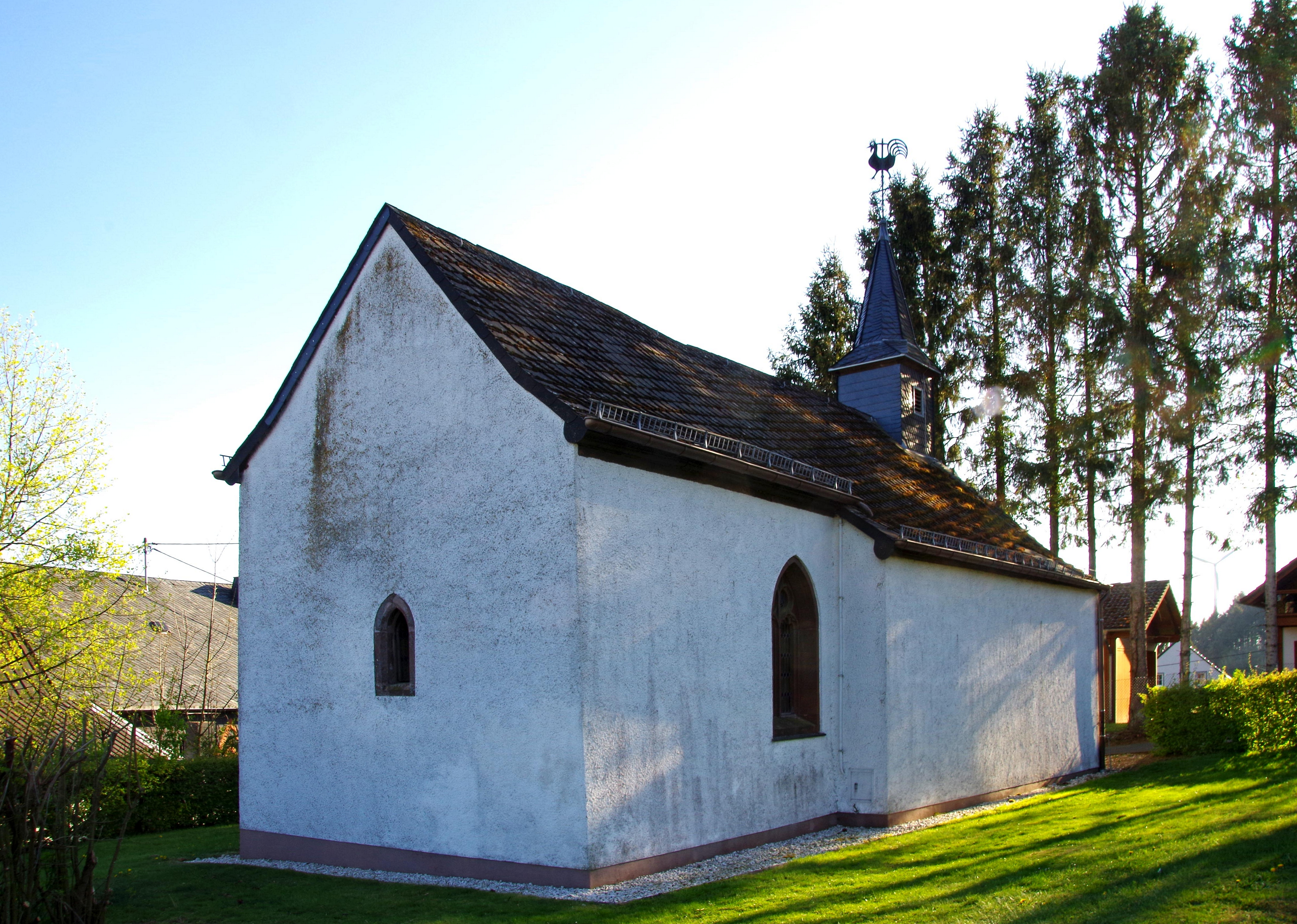
St.-Lambertus-Kapelle (Seiwerath), Nordostseite

- Wallesch-Kapelle im Dürrbachtal von 1892.

Siehe auch: Liste der Kulturdenkmäler in Seiwerath

### Naturdenkmäler
- Kaisereiche im Gemeindewald Wabbusch

Siehe auch: Liste der Naturdenkmale in Seiwerath

## Wirtschaft und Infrastruktur
Zu den größten Arbeitgebern der Region gehört eine Blockhaus-Vertriebs-GmbH sowie eine Media-Agentur.